# 為妳唱的歌
《為妳唱的歌》（英語：Song to Song）是一部於2017年上映的美國實驗浪漫劇情片，由泰倫斯·馬利克執導。由麥可·法斯賓達、瑞恩·高斯林、魯妮·瑪拉和娜塔莉·波特曼主演。歷經長達三年多的後製，電影先行於2017年3月10日在西南偏南影展全球首映，後於2017年3月17日在美國上映。

## 演員
- 瑞恩·高斯林 飾演 BV
- 麥可·法斯賓達 飾演 庫克
- 魯妮·瑪拉 飾演 菲
- 娜塔莉·波特曼 飾演 蘭妲
- 凱特·布蘭琪 飾演 阿曼達
- 莉琦·李（英语：Lykke Li） 飾演 莉琦
- 方·基墨 飾演 杜安
- 貝荷妮絲·瑪赫洛 飾演 柔伊
- 荷莉·亨特 飾演 米蘭達
- 湯姆·史特瑞吉 飾演 BV的弟弟
- 奧斯汀·阿米利奧（英语：Austin Amelio） 飾演 BV的弟弟
- 琳達·伊蒙（英语：Linda Emond） 飾演 茱蒂，BV的媽媽

此外，弗洛倫斯·韋爾奇、帕蒂·史密斯、伊吉·帕普、黑唇樂團、艾倫·帕洛莫、Flea、Spank Rock、泰根與莎拉、安東尼·基德斯、查德·史密斯、喬希·克林霍夫、埃里克·斯普拉格和Big Freedia客串出演。

## 製作

### 拍攝
正式拍攝於2012年9月在奧斯汀拍攝。

## 發行
2015年2月，Broad Green Pictures獲得該電影的美國發行權。2017年3月10日於西南偏南影展全球首映，美國院線定於2017年3月17日上映。